# (10142) Sakka
Pour les articles homonymes, voir Sakka.
(10142) Sakka est un astéroïde de la ceinture principale.

## Description
(10142) Sakka est un astéroïde de la ceinture principale. Il fut découvert le 15 novembre 1993 à Dynic par Atsushi Sugie. Il présente une orbite caractérisée par un demi-grand axe de 2,75 UA, une excentricité de 0,26 et une inclinaison de 11,8° par rapport à l'écliptique.

## Compléments